# فرودگاه چایگنیک لیک
فرودگاه چایگنیک لیک (به انگلیسی: Chignik Lake Airport) یک فرودگاه همگانی بهره‌برداری هوایی با کد یاتا KCQ است که یک باند فرود شن دارد و طول باند آن ۸۵۳ متر است. این فرودگاه در کشور ایالات متحده آمریکا قرار دارد و در ارتفاع ۱۵ متری از سطح دریا واقع شده‌است.